# Írán na Letních olympijských hrách 1968
Írán na Letních olympijských hrách 1968 v Mexiku reprezentovalo 14 sportovců ve 3 sportech.

## Medailisté
| Medaile | Jméno                    | Sport    | Disciplína                       |
| ------- | ------------------------ | -------- | -------------------------------- |
| Zlato   | Abdollah Movahed         | Zápas    | Muži volný styl v lehké váze     |
| Zlato   | Mohammad Nassiri         | Vzpírání | Muži bantamová váha do 56 kg     |
| Stříbro | Parviz Jalayer           | Vzpírání | Muži lehká váha do 67,5 kg       |
| Bronz   | Shamseddin Seyyed Abbasi | Zápas    | Muži volný styl v pérové váze    |
| Bronz   | Abutaleb Talebi          | Zápas    | Muži volný styl v bantamové váze |